# IC 706
IC 706 је лентикуларна галаксија у сазвјежђу Пехар која се налази на листи објеката дубоког неба у Индекс каталогу.
Деклинација објекта је - 13° 20' 17" а ректасцензија 11h 33m 12,6s. Привидна величина (магнитуда) објекта IC 706 износи 14,4 а фотографска магнитуда 15,3. IC 706 је још познат и под ознакама MCG -2-30-4, PGC 35658.